# Convocazioni per il campionato mondiale di hockey su ghiaccio maschile 2008
Ciascuna squadra partecipante al Campionato mondiale di hockey su ghiaccio maschile 2008 consisteva in almeno 15 giocatori (attaccanti e difensori) e 2 portieri, mentre al massimo si poteva disporre di 22 giocatori e 3 portieri.

## Gruppo A

### Bielorussia
Allenatore:  Curt Fraser.
Lista dei convocati aggiornata all'8 maggio 2008.
| N. | Pos. | Nome                   | Anno | Alt. | Peso | Tiro | Squadra            |
| -- | ---- | ---------------------- | ---- | ---- | ---- | ---- | ------------------ |
| 1  | P    | Vital' Koval'          | 1980 | 188  | 100  | L    | Neman Hrodna       |
| 3  | D    | Aleh Ljavonc'eŭ        | 1970 | 178  | 92   | L    | Junost Minsk       |
| 4  | D    | Aljaksandr Makrycki    | 1971 | 186  | 90   | L    | Keramin Minsk      |
| 7  | D    | Uladzimir Dzianisaŭ    | 1984 | 181  | 94   | L    | Lake Erie Monsters |
| 8  | A    | Andrėj Michalëv - A    | 1978 | 185  | 90   | L    | Keramin Minsk      |
| 10 | A    | Aleh Antonenka - A     | 1971 | 187  | 92   | R    | MVD                |
| 11 | A    | Aljaksandr Kulakoŭ     | 1983 | 182  | 89   | L    | Dinamo Minsk       |
| 18 | A    | Aljaksej Uharaŭ        | 1989 | 179  | 80   | L    | Neftechimik        |
| 19 | A    | Dzmitryj Mjaleška      | 1982 | 181  | 81   | R    | Spartak Mosca      |
| 20 | P    | Dzmitryj Mil'čakaŭ     | 1986 | 182  | 76   | L    | Vicebsk            |
| 22 | A    | Sjarhej Zadzjalënaŭ    | 1976 | 178  | 88   | L    | Homel'             |
| 23 | A    | Andrėj Kascicyn        | 1985 | 183  | 91   | L    | Montreal Canadiens |
| 24 | D    | Ruslan Salej - C       | 1974 | 184  | 96   | L    | Colorado Avalanche |
| 25 | D    | Sjarheh Kolasaŭ        | 1986 | 193  | 92   | L    | Dinamo Minsk       |
| 27 | D    | Aljaksandr Žurik       | 1975 | 193  | 100  | L    | Dinamo Minsk       |
| 28 | A    | Kanstanzin Kal'coŭ     | 1981 | 186  | 90   | L    | Salavat Julaev     |
| 29 | D    | Andrėj Baško           | 1982 | 189  | 88   | L    | Metallurg Žlobin   |
| 33 | P    | Scjapan Haračzŭskich   | 1985 | 174  | 70   | L    | Junost Minsk       |
| 43 | D    | Viktar Kascjučonak - A | 1979 | 187  | 94   | L    | Junost Minsk       |
| 68 | A    | Jaraslaŭ Čuprys        | 1981 | 179  | 93   | L    | Keramin Minsk      |
| 71 | A    | Aljaksej Kaljužny      | 1977 | 178  | 84   | L    | Avangard Omsk      |
| 74 | A    | Sjarhej Kascicyn       | 1987 | 180  | 89   | L    | Montreal Canadiens |
| 77 | A    | Dzmitryj Dudzik        | 1977 | 183  | 95   | R    | Dinamo Minsk       |
| 84 | A    | Michail Hraboŭski      | 1984 | 180  | 81   | L    | Montreal Canadiens |
| 93 | A    | Jaŭhen Kurilin         | 1979 | 181  | 78   | R    | Dinamo Minsk       |

LEGENDA:

P = Portiere, D = Difensore, A = Attaccante, L = sinistra, R = destra

### Francia
Allenatore:  David Henderson.
Lista dei convocati aggiornata all'8 maggio 2008.
| N. | Pos. | Nome                     | Anno | Alt. | Peso | Tiro | Squadra             |
| -- | ---- | ------------------------ | ---- | ---- | ---- | ---- | ------------------- |
| 1  | P    | Eddy Ferhi               | 1979 | 194  | 94   | L    | Brûleurs de Loups   |
| 3  | D    | Vincent Bachet           | 1978 | 180  | 85   | L    | Gothiques d'Amiens  |
| 7  | A    | Yorick Treille           | 1980 | 190  | 101  | R    | ERC Ingolstadt      |
| 10 | A    | Laurent Meunier - C      | 1979 | 183  | 84   | R    | Ginevra-Servette    |
| 11 | A    | François Rozenthal       | 1975 | 177  | 82   | R    | Morzine-Avoriaz     |
| 13 | A    | Jonathan Zwickel         | 1975 | 182  | 86   | L    | Morzine-Avoriaz     |
| 16 | D    | Benoit Quessandier       | 1985 | 184  | 85   | L    | Dragons de Rouen    |
| 18 | A    | Luc Tardif               | 1984 | 192  | 100  | L    | Morzine-Avoriaz     |
| 19 | A    | Olivier Coqueux          | 1973 | 174  | 84   | R    | EfB Ishockey        |
| 20 | D    | Damien Raux              | 1984 | 178  | 83   | L    | Diables Rouges      |
| 24 | A    | Julien Desrosiers        | 1980 | 178  | 80   | L    | Dragons de Rouen    |
| 26 | A    | Anthoine Lussier         | 1983 | 183  | 84   | L    | La Chaux-de-Fonds   |
| 27 | D    | Baptiste Amar - A        | 1979 | 183  | 87   | L    | Brûleurs de Loups   |
| 28 | A    | Laurent Gras - A         | 1976 | 176  | 84   | L    | Gothiques d'Amiens  |
| 29 | D    | Mathieu Mille            | 1981 | 189  | 88   | L    | Morzine-Avoriaz     |
| 39 | P    | Cristobal Huet           | 1975 | 184  | 87   | L    | Washington Capitals |
| 41 | A    | Pierre-Édouard Bellemare | 1985 | 182  | 87   | L    | Leksand             |
| 42 | P    | Fabrice Lhenry           | 1972 | 180  | 83   | L    | EfB Ishockey        |
| 55 | D    | Jean-François Bonnard    | 1971 | 180  | 92   | L    | Brûleurs de Loups   |
| 71 | A    | Sébastien Bordeleau      | 1975 | 180  | 84   | R    | Berna               |
| 72 | D    | Simon Lacroix            | 1974 | 178  | 93   | L    | Ducs d'Angers       |
| 74 | D    | Nicolas Besch            | 1984 | 179  | 81   | L    | Vaasan Sport        |
| 77 | A    | Sacha Treille            | 1987 | 196  | 95   | L    | Brûleurs de Loups   |
| 84 | A    | Kévin Hecquefeuille      | 1984 | 183  | 83   | R    | Brûleurs de Loups   |
| 87 | D    | Teddy Trabichet          | 1987 | 184  | 85   | L    | Brûleurs de Loups   |

LEGENDA:

P = Portiere, D = Difensore, A = Attaccante, L = sinistra, R = destra

### Svezia
Allenatore:  Bengt-Åke Gustafsson.
Lista dei convocati aggiornata all'8 maggio 2008.
| N. | Pos. | Nome                 | Anno | Alt. | Peso | Tiro | Squadra             |
| -- | ---- | -------------------- | ---- | ---- | ---- | ---- | ------------------- |
| 1  | P    | Stefan Liv           | 1980 | 184  | 80   | L    | HV71                |
| 2  | D    | Douglas Murray       | 1980 | 190  | 109  | L    | San Jose Sharks     |
| 3  | A    | Nils Ekman           | 1979 | 184  | 92   | L    | Atlant Mytišči      |
| 5  | D    | Daniel Fernholm      | 1983 | 194  | 104  | L    | Linköping           |
| 6  | D    | Magnus Johansson - A | 1973 | 178  | 82   | R    | Florida Panthers    |
| 7  | D    | Niclas Wallin - A    | 1975 | 190  | 100  | L    | Carolina Hurricanes |
| 9  | A    | Tony Mårtensson      | 1980 | 184  | 89   | L    | Linköping           |
| 10 | A    | Patric Hörnqvist     | 1987 | 180  | 84   | R    | Djurgården          |
| 12 | A    | Karl Fabricius       | 1982 | 185  | 90   | L    | Frölunda            |
| 15 | A    | Rickard Wallin       | 1980 | 191  | 91   | L    | Färjestad           |
| 16 | A    | Johan Andersson      | 1984 | 184  | 90   | L    | Timrå               |
| 17 | A    | Michael Holmqvist    | 1979 | 191  | 94   | L    | Frölunda            |
| 19 | A    | Nicklas Bäckström    | 1987 | 184  | 85   | L    | Washington Capitals |
| 23 | D    | Alexander Edler      | 1986 | 192  | 96   | L    | Vancouver Canucks   |
| 24 | D    | Jonas Frögren        | 1980 | 187  | 88   | L    | Färjestad           |
| 26 | A    | Marcus Nilson        | 1978 | 188  | 89   | R    | Calgary Flames      |
| 27 | A    | Robert Nilsson       | 1985 | 178  | 85   | L    | Edmonton Oilers     |
| 29 | D    | Kenny Jönsson - C    | 1974 | 191  | 93   | L    | Rögle               |
| 30 | P    | Henrik Lundqvist     | 1982 | 185  | 87   | L    | New York Rangers    |
| 32 | P    | Mikael Tellqvist     | 1979 | 182  | 84   | L    | Phoenix Coyotes     |
| 36 | D    | Anton Strålman       | 1986 | 185  | 86   | R    | Toronto Maple Leafs |
| 41 | A    | Daniel Widing        | 1982 | 184  | 94   | R    | Brynäs              |
| 79 | A    | Fredrik Warg         | 1979 | 186  | 90   | R    | MODO                |
| 80 | A    | Mattias Weinhandl    | 1980 | 182  | 88   | R    | Linköping           |
| 97 | A    | Per Ledin            | 1978 | 183  | 88   | L    | HV71                |

LEGENDA:

P = Portiere, D = Difensore, A = Attaccante, L = sinistra, R = destra

### Svizzera
Allenatore:  Ralph Krueger.
Lista dei convocati aggiornata al 7 maggio 2008.
| N. | Pos. | Nome                  | Anno | Alt. | Peso | Tiro | Squadra           |
| -- | ---- | --------------------- | ---- | ---- | ---- | ---- | ----------------- |
| 1  | P    | Jonas Hiller          | 1982 | 188  | 82   | R    | Anaheim Ducks     |
| 2  | D    | Beat Gerber           | 1982 | 181  | 88   | L    | Berna             |
| 3  | D    | Julien Vauclair       | 1979 | 184  | 92   | L    | Lugano            |
| 5  | D    | Severin Blindenbacher | 1983 | 180  | 88   | R    | ZSC Lions         |
| 10 | A    | Andres Ambühl - A     | 1983 | 176  | 84   | R    | Davos             |
| 14 | A    | Roman Wick            | 1985 | 187  | 89   | L    | Kloten Flyers     |
| 15 | A    | Paul DiPietro - A     | 1970 | 175  | 82   | R    | Zugo              |
| 16 | D    | Raphael Diaz          | 1986 | 181  | 87   | R    | Zugo              |
| 18 | A    | Thomas Déruns         | 1982 | 186  | 89   | L    | Ginevra-Servette  |
| 23 | A    | Thierry Paterlini     | 1975 | 184  | 95   | L    | Lugano            |
| 25 | A    | Thibaut Monnet        | 1982 | 183  | 83   | L    | ZSC Lions         |
| 26 | P    | Martin Gerber         | 1974 | 185  | 91   | L    | Ottawa Senators   |
| 29 | D    | Beat Forster          | 1983 | 187  | 98   | R    | ZSC Lions         |
| 31 | D    | Mathias Seger         | 1977 | 182  | 86   | L    | ZSC Lions         |
| 35 | A    | Sandy Jeannin - C     | 1976 | 180  | 81   | L    | Lugano            |
| 36 | A    | Marc Reichert         | 1980 | 190  | 96   | L    | Berna             |
| 38 | A    | Thomas Ziegler        | 1975 | 180  | 85   | L    | Berna             |
| 39 | A    | Raffaele Sannitz      | 1983 | 187  | 93   | L    | Lugano            |
| 54 | D    | Philippe Furrer       | 1985 | 185  | 85   | L    | Berna             |
| 57 | D    | Goran Bezina          | 1980 | 190  | 102  | L    | Ginevra-Servette  |
| 61 | A    | Patrik Bärtschi       | 1984 | 178  | 87   | R    | Berna             |
| 66 | P    | Ronnie Rüeger         | 1973 | 185  | 88   | L    | Kloten Flyers     |
| 67 | A    | Romano Lemm           | 1984 | 183  | 87   | R    | Kloten Flyers     |
| 86 | A    | Julien Sprunger       | 1986 | 196  | 88   | R    | Friburgo-Gottéron |
| 94 | A    | Peter Guggisberg      | 1985 | 179  | 83   | R    | Davos             |

LEGENDA:

P = Portiere, D = Difensore, A = Attaccante, L = sinistra, R = destra

## Gruppo B

### Canada
Allenatore:  Ken Hitchcock.
Lista dei convocati aggiornata al 15 maggio 2008.
| N. | Pos. | Nome                 | Anno | Alt. | Peso | Tiro | Squadra               |
| -- | ---- | -------------------- | ---- | ---- | ---- | ---- | --------------------- |
| 2  | D    | Dan Hamhuis          | 1982 | 185  | 89   | L    | Nashville Predators   |
| 4  | D    | Jay Bouwmeester      | 1983 | 193  | 96   | L    | Florida Panthers      |
| 7  | D    | Mark Giordano        | 1983 | 183  | 92   | L    | Dinamo Mosca          |
| 8  | D    | Brent Burns          | 1985 | 194  | 98   | R    | Minnesota Wild        |
| 9  | A    | Derek Roy            | 1983 | 175  | 85   | L    | Buffalo Sabres        |
| 10 | A    | Patrick Sharp        | 1981 | 185  | 89   | R    | Chicago Blackhawks    |
| 12 | A    | Eric Staal           | 1984 | 193  | 93   | L    | Carolina Hurricanes   |
| 14 | A    | Chris Kunitz         | 1979 | 182  | 89   | L    | Anaheim Ducks         |
| 15 | A    | Dany Heatley         | 1981 | 190  | 98   | L    | Ottawa Senators       |
| 16 | A    | Jonathan Toews       | 1988 | 188  | 92   | L    | Chicago Blackhawks    |
| 19 | A    | Shane Doan - C       | 1976 | 188  | 98   | R    | Phoenix Coyotes       |
| 21 | A    | Jamal Mayers         | 1974 | 188  | 100  | R    | St. Louis Blues       |
| 22 | D    | Duncan Keith         | 1983 | 183  | 84   | L    | Chicago Blackhawks    |
| 24 | D    | Steve Staios - A     | 1973 | 185  | 91   | R    | Edmonton Oilers       |
| 25 | A    | Jason Chimera        | 1979 | 188  | 93   | L    | Columbus Blue Jackets |
| 26 | A    | Martin St. Louis - A | 1975 | 175  | 84   | L    | Tampa Bay Lightning   |
| 30 | P    | Cam Ward             | 1984 | 185  | 91   | L    | Carolina Hurricanes   |
| 31 | P    | Pascal Leclaire      | 1982 | 188  | 89   | L    | Columbus Blue Jackets |
| 32 | P    | Mathieu Garon        | 1978 | 188  | 94   | R    | Edmonton Oilers       |
| 51 | A    | Ryan Getzlaf         | 1985 | 190  | 98   | L    | Anaheim Ducks         |
| 52 | D    | Mike Green           | 1985 | 189  | 91   | R    | Washington Capitals   |
| 55 | D    | Ed Jovanovski        | 1976 | 188  | 95   | L    | Phoenix Coyotes       |
| 61 | A    | Rick Nash            | 1984 | 193  | 97   | L    | Columbus Blue Jackets |
| 89 | A    | Sam Gagner           | 1989 | 178  | 87   | R    | Edmonton Oilers       |
| 91 | A    | Jason Spezza         | 1983 | 190  | 98   | R    | Ottawa Senators       |

LEGENDA:

P = Portiere, D = Difensore, A = Attaccante, L = sinistra, R = destra

### Lettonia
Allenatore:  Oļegs Znaroks.
Lista dei convocati aggiornata all'11 maggio 2008.
| N. | Pos. | Nome                   | Anno | Alt. | Peso | Tiro | Squadra            |
| -- | ---- | ---------------------- | ---- | ---- | ---- | ---- | ------------------ |
| 1  | P    | Dmitrijs Žabotinskis   | 1980 | 171  | 73   | L    | Liepājas Metalurgs |
| 2  | D    | Rodrigo Laviņš - C     | 1974 | 180  | 84   | L    | Södertälje SK      |
| 3  | D    | Arvīds Reķis           | 1979 | 182  | 97   | L    | Augsburger Panther |
| 4  | D    | Agris Saviels          | 1982 | 186  | 98   | L    | Odense Bulldogs    |
| 5  | A    | Jānis Sprukts - A      | 1982 | 190  | 105  | L    | Lukko Rauma        |
| 6  | A    | Juris Štāls            | 1982 | 192  | 90   | L    | Riga 2000          |
| 8  | A    | Viktors Bļinovs        | 1981 | 176  | 80   | L    | Homel'             |
| 9  | A    | Mārtiņš Karsums        | 1986 | 179  | 86   | L    | Providence Bruins  |
| 10 | A    | Lauris Dārziņš - A     | 1985 | 189  | 90   | R    | Homel'             |
| 11 | A    | Kaspars Daugaviņš      | 1988 | 184  | 84   | L    | Binghamton Sen.s   |
| 12 | A    | Herberts Vasiļjevs     | 1976 | 181  | 82   | R    | Krefeld Pinguine   |
| 13 | D    | Guntis Galviņš         | 1986 | 186  | 87   | L    | Fehérvár AV19      |
| 15 | D    | Aleksandrs Jerofejevs  | 1984 | 185  | 88   | L    | Slavia Praga       |
| 16 | A    | Aleksejs Širokovs      | 1981 | 182  | 88   | R    | Metallurg Žlobin   |
| 17 | A    | Aleksandrs Ņiživijs    | 1976 | 177  | 78   | R    | Torpedo N. Novg.   |
| 18 | D    | Georgijs Pujacs        | 1981 | 184  | 90   | R    | Lada Togliatti     |
| 20 | D    | Jēkabs Rēdlihs         | 1982 | 186  | 93   | L    | Plzeň 1929         |
| 21 | A    | Armands Bērziņš        | 1983 | 192  | 90   | L    | Riga 2000          |
| 24 | A    | Miķelis Rēdlihs        | 1984 | 180  | 80   | L    | Metallurg Žlobin   |
| 25 | D    | Krišjānis Rēdlihs      | 1981 | 190  | 91   | L    | Hamburg Freezers   |
| 30 | P    | Sergejs Naumovs        | 1969 | 177  | 78   | L    | Homel'             |
| 31 | P    | Edgars Masaļskis       | 1980 | 177  | 78   | L    | Metallurg Žlobin   |
| 35 | A    | Aleksandrs Macijevskis | 1975 | 177  | 80   | L    | Aalborg            |
| 41 | A    | Raitis Ivanāns         | 1979 | 192  | 100  | L    | Los Angeles Kings  |
| 47 | A    | Mārtiņš Cipulis        | 1980 | 181  | 82   | L    | Metallurg Žlobin   |

LEGENDA:

P = Portiere, D = Difensore, A = Attaccante, L = sinistra, R = destra

### Slovenia
Allenatore:  Mats Waltin.
Lista dei convocati aggiornata all'8 maggio 2008.
| N. | Pos. | Nome              | Anno | Alt. | Peso | Tiro | Squadra           |
| -- | ---- | ----------------- | ---- | ---- | ---- | ---- | ----------------- |
| 1  | P    | Andrej Hočevar    | 1984 | 182  | 84   | L    | HK Jesenice       |
| 4  | D    | Andrej Tavželj    | 1984 | 187  | 96   | L    | Olimpija Lubiana  |
| 9  | A    | Tomaž Razingar    | 1971 | 186  | 90   | L    | Innsbruck         |
| 10 | D    | Dejan Varl        | 1973 | 176  | 89   | L    | HK Jesenice       |
| 11 | A    | Anže Kopitar - A  | 1987 | 196  | 100  | L    | Los Angeles Kings |
| 12 | A    | David Rodman      | 1983 | 185  | 84   | L    | Vienna Capitals   |
| 13 | A    | Rok Pajič         | 1985 | 175  | 81   | L    | Vrchlabí          |
| 14 | A    | Boris Pretnar     | 1978 | 176  | 84   | R    | HK Jesenice       |
| 15 | A    | Egon Murič        | 1982 | 186  | 96   | L    | Olimpija Lubiana  |
| 16 | A    | Aleš Mušič        | 1982 | 176  | 82   | L    | Olimpija Lubiana  |
| 17 | A    | Jurij Goličič     | 1981 | 184  | 87   | L    | HK Jesenice       |
| 18 | A    | Gregor Polončič   | 1981 | 187  | 91   | L    | HK Jesenice       |
| 22 | A    | Marcel Rodman - C | 1981 | 185  | 85   | R    | Vienna Capitals   |
| 23 | D    | Damjan Dervarič   | 1982 | 181  | 89   | L    | HK Jesenice       |
| 24 | A    | Anže Terlikar     | 1980 | 185  | 88   | L    | HK Jesenice       |
| 27 | D    | Miha Rebolj       | 1977 | 184  | 96   | L    | HK Jesenice       |
| 28 | D    | Aleš Kranjc       | 1981 | 181  | 94   | L    | HK Jesenice       |
| 30 | P    | Gaber Glavič      | 1978 | 184  | 84   | L    | HK Jesenice       |
| 33 | P    | Robert Kristan    | 1983 | 183  | 83   | L    | HK Jesenice       |
| 37 | D    | Mitja Robar       | 1983 | 177  | 84   | L    | HK Jesenice       |
| 51 | D    | Jakob Milovanovič | 1984 | 183  | 85   | L    | Diables Rouges    |
| 77 | D    | Uroš Vidmar       | 1980 | 181  | 93   | L    | HK Jesenice       |
| 81 | A    | Marjan Manfreda   | 1983 | 178  | 77   | L    | Hidria Jesenice   |
| 84 | A    | Andrej Hebar      | 1984 | 180  | 81   | L    | HK Jesenice       |
| 91 | A    | Tomo Hafner       | 1980 | 181  | 87   | R    | HK Jesenice       |

LEGENDA:

P = Portiere, D = Difensore, A = Attaccante, L = sinistra, R = destra

### Stati Uniti
Allenatore:  John Tortorella.
Lista dei convocati aggiornata all'8 maggio 2008.
| N. | Pos. | Nome               | Anno | Alt. | Peso | Tiro | Squadra             |
| -- | ---- | ------------------ | ---- | ---- | ---- | ---- | ------------------- |
| 2  | D    | Keith Ballard      | 1982 | 180  | 94   | L    | Phoenix Coyotes     |
| 4  | D    | Jordan Leopold     | 1980 | 185  | 91   | L    | Colorado Avalanche  |
| 5  | D    | Matt Greene        | 1983 | 191  | 103  | R    | Edmonton Oilers     |
| 6  | D    | Tim Gleason        | 1983 | 183  | 98   | L    | Carolina Hurricanes |
| 7  | A    | David Booth        | 1984 | 183  | 96   | L    | Florida Panthers    |
| 8  | A    | Phil Kessel        | 1987 | 183  | 86   | R    | Boston Bruins       |
| 9  | A    | Patrick O'Sullivan | 1985 | 180  | 86   | L    | Los Angeles Kings   |
| 10 | D    | Paul Martin        | 1981 | 185  | 86   | L    | New Jersey Devils   |
| 11 | A    | Jeff Halpern - C   | 1976 | 183  | 92   | R    | Tampa Bay Lightning |
| 12 | A    | Lee Stempniak - A  | 1983 | 183  | 88   | R    | St. Louis Blues     |
| 16 | A    | Brandon Dubinsky   | 1986 | 185  | 95   | L    | New York Rangers    |
| 17 | A    | Zach Parise - A    | 1984 | 180  | 84   | L    | New Jersey Devils   |
| 19 | A    | Drew Stafford      | 1985 | 188  | 92   | R    | Buffalo Sabres      |
| 22 | D    | Mark Stuart - A    | 1984 | 188  | 98   | L    | New Jersey Devils   |
| 23 | A    | Dustin Brown       | 1984 | 183  | 91   | R    | Los Angeles Kings   |
| 29 | A    | Jason Pominville   | 1982 | 183  | 84   | R    | Buffalo Sabres      |
| 30 | P    | Tim Thomas         | 1974 | 180  | 82   | L    | Boston Bruins       |
| 31 | P    | Craig Anderson     | 1981 | 180  | 82   | L    | Florida Panthers    |
| 35 | P    | Robert Esche       | 1978 | 183  | 92   | L    | Ak Bars Kazan’      |
| 37 | A    | Adam Burish        | 1983 | 185  | 86   | R    | Chicago Blackhawks  |
| 42 | A    | David Backes       | 1984 | 191  | 98   | R    | St. Louis Blues     |
| 43 | D    | James Wisniewski   | 1984 | 183  | 94   | R    | Chicago Blackhawks  |
| 77 | D    | Tom Gilbert        | 1983 | 191  | 95   | R    | Edmonton Oilers     |
| 83 | A    | Patrick Kane       | 1988 | 178  | 74   | L    | Chicago Blackhawks  |
| 88 | A    | Peter Mueller      | 1988 | 188  | 93   | R    | Phoenix Coyotes     |

LEGENDA:

P = Portiere, D = Difensore, A = Attaccante, L = sinistra, R = destra

## Gruppo C

### Finlandia
Allenatore:  Doug Shedden.
Lista dei convocati aggiornata all'11 maggio 2008.
| N. | Pos. | Nome               | Anno | Alt. | Peso | Tiro | Squadra             |
| -- | ---- | ------------------ | ---- | ---- | ---- | ---- | ------------------- |
| 4  | D    | Ville Koistinen    | 1982 | 178  | 82   | L    | Nashville Predators |
| 6  | D    | Ossi Väänänen      | 1980 | 191  | 95   | L    | Djurgården          |
| 7  | D    | Antti-Jussi Niemi  | 1977 | 184  | 84   | L    | Frölunda            |
| 8  | A    | Teemu Selänne      | 1970 | 183  | 89   | R    | Anaheim Ducks       |
| 9  | A    | Mikko Koivu - A    | 1983 | 188  | 85   | L    | Minnesota Wild      |
| 10 | A    | Esa Pirnes         | 1977 | 184  | 86   | L    | Färjestad           |
| 11 | A    | Saku Koivu - A     | 1974 | 179  | 83   | L    | Montreal Canadiens  |
| 12 | A    | Olli Jokinen       | 1978 | 191  | 96   | L    | Florida Panthers    |
| 15 | A    | Tuomo Ruutu        | 1983 | 185  | 96   | L    | Carolina Hurricanes |
| 16 | A    | Ville Peltonen - C | 1973 | 180  | 84   | L    | Florida Panthers    |
| 18 | A    | Hannes Hyvönen     | 1975 | 187  | 92   | R    | Oulun Kärpät        |
| 19 | D    | Mikko Luoma        | 1976 | 193  | 95   | L    | HV71                |
| 20 | A    | Sean Bergenheim    | 1984 | 181  | 89   | L    | New York Islanders  |
| 21 | D    | Janne Niskala      | 1981 | 183  | 90   | L    | Milwaukee Admirals  |
| 23 | A    | Riku Hahl          | 1980 | 184  | 93   | L    | Timrå               |
| 27 | D    | Mikko Jokela       | 1980 | 186  | 96   | R    | Jokerit             |
| 31 | P    | Karri Rämö         | 1986 | 187  | 85   | L    | Tampa Bay Lightning |
| 32 | P    | Niklas Bäckström   | 1978 | 184  | 88   | L    | Minnesota Wild      |
| 33 | D    | Anssi Salmela      | 1984 | 185  | 87   | L    | Tappara             |
| 35 | P    | Petri Vehanen      | 1977 | 186  | 82   | L    | Lukko Rauma         |
| 36 | A    | Jussi Jokinen      | 1983 | 180  | 86   | L    | Tampa Bay Lightning |
| 37 | D    | Mika Pyörälä       | 1981 | 182  | 79   | L    | Timrå               |
| 38 | A    | Antti Pihlström    | 1984 | 180  | 82   | L    | Milwaukee Admirals  |
| 39 | A    | Niko Kapanen       | 1978 | 177  | 80   | L    | Phoenix Coyotes     |
| 40 | D    | Sami Lepistö       | 1984 | 178  | 85   | L    | Hershey Bears       |

LEGENDA:

P = Portiere, D = Difensore, A = Attaccante, L = sinistra, R = destra

### Germania
Allenatore:  Uwe Krupp.
Lista dei convocati aggiornata all'8 maggio 2008.
| N. | Pos. | Nome               | Anno | Alt. | Peso | Tiro | Squadra             |
| -- | ---- | ------------------ | ---- | ---- | ---- | ---- | ------------------- |
| 1  | P    | Dimitrij Kotschnew | 1981 | 184  | 80   | L    | Iserlohn Roosters   |
| 3  | D    | Jason Holland      | 1976 | 192  | 98   | R    | ERC Ingolstadt      |
| 5  | D    | Dennis Seidenberg  | 1981 | 186  | 95   | L    | Carolina Hurricanes |
| 7  | D    | Chris Schmidt      | 1976 | 195  | 96   | L    | Iserlohn Roosters   |
| 8  | D    | Sebastian Osterloh | 1983 | 186  | 92   | L    | Frankfurt Lions     |
| 11 | A    | Sven Felski - A    | 1974 | 180  | 78   | L    | Eisbären Berlino    |
| 13 | D    | Christoph Schubert | 1982 | 190  | 103  | L    | Ottawa Senators     |
| 15 | A    | Stefan Ustorf      | 1974 | 181  | 88   | L    | Eisbären Berlino    |
| 16 | A    | Michael Wolf       | 1981 | 177  | 78   | R    | Iserlohn Roosters   |
| 19 | A    | Marco Sturm - C    | 1978 | 181  | 84   | R    | Boston Bruins       |
| 21 | A    | John Tripp         | 1977 | 191  | 101  | R    | Hamburg Freezers    |
| 22 | D    | Michael Bakos - A  | 1979 | 190  | 94   | R    | ERC Ingolstadt      |
| 24 | A    | André Rankel       | 1985 | 186  | 89   | L    | Eisbären Berlino    |
| 31 | D    | Andreas Renz       | 1977 | 183  | 94   | L    | Kölner Haie         |
| 32 | P    | Dimitri Pätzold    | 1983 | 180  | 80   | L    | Worcester Sharks    |
| 33 | A    | Michael Hackert    | 1981 | 183  | 88   | L    | Adler Mannheim      |
| 36 | A    | Yannic Seidenberg  | 1984 | 172  | 80   | L    | ERC Ingolstadt      |
| 46 | A    | Florian Busch      | 1985 | 185  | 83   | L    | Eisbären Berlino    |
| 47 | A    | Christoph Ullmann  | 1983 | 182  | 93   | L    | Adler Mannheim      |
| 48 | D    | Frank Hördler      | 1985 | 181  | 82   | L    | Eisbären Berlino    |
| 57 | A    | Marcel Goc         | 1983 | 184  | 91   | L    | San Jose Sharks     |
| 63 | D    | André Reiss        | 1986 | 185  | 86   | R    | Hannover Scorpions  |
| 72 | A    | Petr Fical         | 1977 | 178  | 82   | R    | Nürnberg Ice Tigers |
| 80 | P    | Robert Müller      | 1980 | 172  | 74   | L    | Kölner Haie         |
| 87 | A    | Philip Gogulla     | 1987 | 188  | 90   | L    | Kölner Haie         |

LEGENDA:

P = Portiere, D = Difensore, A = Attaccante, L = sinistra, R = destra

### Norvegia
Allenatore:  Roy Johansen.
Lista dei convocati aggiornata all'8 maggio 2008.
| N. | Pos. | Nome                  | Anno | Alt. | Peso | Tiro | Squadra            |
| -- | ---- | --------------------- | ---- | ---- | ---- | ---- | ------------------ |
| 5  | D    | Juha Kaunismäki       | 1979 | 187  | 87   | L    | Stavanger Oilers   |
| 6  | D    | Jonas Holøs           | 1987 | 182  | 93   | R    | Sparta Warriors    |
| 7  | D    | Tommy Jakobsen - C    | 1970 | 173  | 85   | L    | Graz 99ers         |
| 8  | A    | Mads Hansen - A       | 1978 | 185  | 90   | L    | Brynäs             |
| 9  | A    | Marius Holtet         | 1984 | 185  | 84   | R    | Iowa Stars         |
| 10 | A    | Lars Erik Spets       | 1985 | 178  | 82   | L    | Füchse Duisburg    |
| 16 | D    | Erik Ryman            | 1972 | 180  | 90   | L    | AIK                |
| 17 | D    | Matthias Holmstedt    | 1980 | 180  | 84   | L    | IK Comet           |
| 18 | A    | Eirik Skadsdammen     | 1981 | 181  | 90   | L    | Storhamar Dragons  |
| 19 | A    | Per-Åge Skrøder       | 1978 | 180  | 92   | L    | MODO               |
| 20 | A    | Anders Bastiansen     | 1980 | 190  | 93   | L    | Färjestad          |
| 21 | A    | Morten Ask            | 1980 | 185  | 86   | L    | Füchse Duisburg    |
| 22 | A    | Martin Røymark        | 1986 | 184  | 84   | L    | Sparta Warriors    |
| 23 | D    | Mats Trygg - A        | 1976 | 179  | 80   | R    | Kölner Haie        |
| 24 | D    | Henrik Ødegaard       | 1988 | 179  | 84   | L    | Frisk Tigers       |
| 26 | A    | Kristian Forsberg     | 1986 | 184  | 89   | R    | Storhamar Dragons  |
| 27 | A    | Mats Frøshaug         | 1988 | 187  | 90   | L    | Linköping          |
| 28 | A    | Kjell Richard Nygård  | 1978 | 181  | 88   | L    | Vålerenga          |
| 30 | P    | Ruben Smith           | 1987 | 181  | 75   | L    | Storhamar Dragons  |
| 33 | P    | Pål Grotnes           | 1977 | 188  | 86   | L    | IK Comet           |
| 34 | P    | André Lysenstøen      | 1980 | 178  | 83   | L    | Stavanger Oilers   |
| 46 | A    | Mathis Olimb          | 1986 | 178  | 80   | L    | Augsburger Panther |
| 48 | A    | Mats Zuccarello Aasen | 1987 | 171  | 75   | L    | Frisk Tigers       |
| 54 | D    | Anders Myrvold        | 1975 | 187  | 92   | L    | Vålerenga          |

LEGENDA:

P = Portiere, D = Difensore, A = Attaccante, L = sinistra, R = destra

### Slovacchia
Allenatore:  Július Šupler.
Lista dei convocati aggiornata all'8 maggio 2008.
| N. | Pos. | Nome                  | Anno | Alt. | Peso | Tiro | Squadra              |
| -- | ---- | --------------------- | ---- | ---- | ---- | ---- | -------------------- |
| 7  | D    | Martin Štrbák - A     | 1975 | 191  | 96   | L    | Magnitogorsk         |
| 8  | D    | René Vydarený         | 1981 | 186  | 96   | L    | České Budějovice     |
| 9  | A    | Peter Húževka         | 1976 | 195  | 97   | L    | Dukla Trenčín        |
| 13 | A    | Juraj Kolník          | 1980 | 182  | 90   | R    | Ginevra-Servette     |
| 15 | D    | Dominik Graňák        | 1983 | 182  | 83   | L    | Färjestad            |
| 17 | D    | Ľubomír Višňovský - A | 1976 | 178  | 83   | L    | Los Angeles Kings    |
| 19 | D    | Tomáš Starosta        | 1981 | 183  | 89   | L    | Neftechimik          |
| 20 | A    | František Skladaný    | 1982 | 180  | 84   | L    | Energie Karlovy Vary |
| 21 | A    | Radovan Somík         | 1977 | 191  | 89   | R    | Pardubice            |
| 23 | D    | Ivan Majeský          | 1976 | 194  | 103  | R    | Linköping            |
| 24 | D    | Branislav Mezei       | 1980 | 192  | 100  | L    | Florida Panthers     |
| 25 | P    | Ján Lašák             | 1979 | 184  | 92   | L    | Herning Blue Fox     |
| 26 | A    | Tibor Melichárek      | 1976 | 194  | 88   | R    | Sparta Praga         |
| 27 | A    | Ivan Čiernik          | 1977 | 183  | 89   | L    | Kölner Haie          |
| 31 | P    | Peter Budaj           | 1982 | 183  | 91   | L    | Colorado Avalanche   |
| 37 | D    | Peter Podhradský      | 1979 | 187  | 92   | R    | Metallurg Novok.     |
| 39 | A    | Róbert Petrovický - C | 1973 | 181  | 81   | L    | Leksand              |
| 41 | A    | Andrej Podkonický     | 1978 | 184  | 95   | L    | Bílí Tygři Liberec   |
| 44 | D    | Andrej Sekera         | 1986 | 181  | 90   | L    | Buffalo Sabres       |
| 47 | A    | Miroslav Kováčik      | 1978 | 183  | 87   | L    | Skellefteå AIK       |
| 60 | P    | Karol Križan          | 1980 | 178  | 83   | L    | MODO                 |
| 71 | A    | Juraj Mikuš           | 1987 | 185  | 91   | R    | HK 36 Skalica        |
| 72 | A    | Andrej Kollár         | 1977 | 195  | 102  | L    | Dukla Trenčín        |
| 79 | A    | Peter Fabus           | 1979 | 187  | 91   | L    | Plzeň 1929           |
| 81 | A    | Marcel Hossa          | 1981 | 188  | 99   | L    | Phoenix Coyotes      |

LEGENDA:

P = Portiere, D = Difensore, A = Attaccante, L = sinistra, R = destra

## Gruppo D

### Danimarca
Allenatore:  Mike Sirant.
Lista dei convocati aggiornata al 10 maggio 2008.
| N. | Pos. | Nome                  | Anno | Alt. | Peso | Tiro | Squadra                   |
| -- | ---- | --------------------- | ---- | ---- | ---- | ---- | ------------------------- |
| 1  | P    | Simon Nielsen         | 1986 | 188  | 86   | L    | Rødovre Mighty Bulls      |
| 2  | D    | Mads Schaarup         | 1987 | 186  | 76   | R    | SønderjyskE               |
| 4  | D    | Mads Bødker           | 1987 | 174  | 70   | L    | Rögle                     |
| 5  | D    | Daniel Nielsen        | 1985 | 182  | 80   | R    | Leksand                   |
| 6  | D    | Stefan Lassen         | 1985 | 190  | 83   | L    | Herning Blue Fox          |
| 7  | D    | Jesper Damgaard - C   | 1975 | 188  | 93   | R    | Rødovre Mighty Bulls      |
| 9  | D    | Kasper Degn           | 1982 | 175  | 75   | L    | Nordsjælland Cobras       |
| 10 | A    | Bo Nordby             | 1979 | 182  | 85   | L    | Aalborg                   |
| 11 | A    | Kim Lykkeskov         | 1983 | 174  | 74   | L    | SønderjyskE               |
| 13 | A    | Morten Green          | 1981 | 183  | 88   | L    | Leksand                   |
| 14 | D    | Mads Bech Christensen | 1984 | 185  | 85   | L    | Frederikshavn White Hawks |
| 16 | A    | Christoffer Kjærgaard | 1980 | 188  | 96   | L    | Herning Blue Fox          |
| 17 | A    | Jannik Hansen         | 1986 | 185  | 86   | R    | Manitoba Moose            |
| 18 | A    | Mads Christensen      | 1987 | 177  | 76   | L    | Herning Blue Fox          |
| 19 | A    | Kim Staal - A         | 1985 | 182  | 88   | R    | Linköping                 |
| 20 | A    | Lars Eller            | 1989 | 185  | 88   | L    | Frölunda                  |
| 21 | A    | Thor Dresler          | 1979 | 188  | 93   | L    | Odense Bulldogs           |
| 24 | A    | Rasmus Olsen          | 1980 | 186  | 84   | L    | Aalborg                   |
| 25 | D    | Andreas Andreasen     | 1986 | 186  | 92   | L    | EfB Ishockey              |
| 26 | D    | Morten Dahlmann       | 1976 | 185  | 80   | L    | Herlev Hornets            |
| 29 | A    | Morten Madsen         | 1987 | 190  | 85   | L    | Houston Aeros             |
| 30 | P    | Patrick Galbraith     | 1986 | 183  | 76   | L    | SønderjyskE               |
| 31 | P    | Peter Hirsch          | 1979 | 182  | 78   | R    | Aalborg                   |
| 32 | A    | Nichlas Hardt         | 1988 | 177  | 80   | L    | Tappara                   |
| 93 | A    | Peter Regin - A       | 1986 | 186  | 85   | L    | Timrå                     |

LEGENDA:

P = Portiere, D = Difensore, A = Attaccante, L = sinistra, R = destra

### Italia
Allenatore:  Fabio Polloni.
Lista dei convocati aggiornata al 7 maggio 2008.
| N. | Pos. | Nome                     | Anno | Alt. | Peso | Tiro | Squadra          |
| -- | ---- | ------------------------ | ---- | ---- | ---- | ---- | ---------------- |
| 1  | P    | Adam Russo               | 1983 | 174  | 81   | L    | Bolzano          |
| 3  | D    | Carter Trevisani         | 1982 | 189  | 86   | L    | Milano Vipers    |
| 6  | D    | Michele Strazzabosco - A | 1976 | 193  | 98   | L    | Milano Vipers    |
| 7  | D    | Armin Hofer              | 1987 | 176  | 80   | L    | Val Pusteria     |
| 8  | A    | Marco Insam              | 1981 | 188  | 92   | R    | Milano Vipers    |
| 9  | A    | Giorgio De Bettin - A    | 1972 | 174  | 73   | R    | Cortina          |
| 10 | A    | Giulio Scandella         | 1983 | 186  | 88   | R    | Milano Vipers    |
| 11 | A    | Roland Ramoser           | 1972 | 203  | 92   | R    | Bolzano          |
| 12 | D    | André Signoretti         | 1979 | 174  | 82   | L    | Herning Blue Fox |
| 14 | D    | Carlo Lorenzi            | 1974 | 175  | 75   | R    | Alleghe          |
| 16 | A    | John Parco               | 1971 | 183  | 81   | L    | Asiago           |
| 17 | A    | Patrick Iannone          | 1982 | 181  | 84   | L    | Milano Vipers    |
| 18 | A    | Paolo Bustreo            | 1983 | 185  | 84   | L    | Ritten-Renon     |
| 22 | A    | Stefano Margoni          | 1975 | 187  | 85   | L    | Pontebba         |
| 24 | A    | Mario Chitarroni - C     | 1967 | 171  | 77   | L    | Alleghe          |
| 25 | D    | Andreas Lutz             | 1986 | 181  | 77   | R    | Pontebba         |
| 26 | D    | Armin Helfer             | 1980 | 187  | 86   | L    | Innsbruck        |
| 28 | A    | Manuel De Toni           | 1979 | 181  | 80   | L    | Alleghe          |
| 34 | A    | Jason Cirone             | 1971 | 177  | 93   | L    | Flint Generals   |
| 35 | P    | Thomas Tragust           | 1986 | 171  | 78   | L    | Fassa Falcons    |
| 39 | A    | Jonathan Pittis          | 1982 | 169  | 70   | L    | Bolzano          |
| 50 | D    | Christian Borgatello     | 1982 | 174  | 79   | R    | Bolzano          |
| 71 | A    | Luca Ansoldi             | 1982 | 179  | 77   | R    | Bolzano          |
| 73 | P    | Günther Hell             | 1978 | 174  | 82   | L    | Alleghe          |
| 87 | A    | Nicola Fontanive         | 1985 | 165  | 73   | R    | Alleghe          |

LEGENDA:

P = Portiere, D = Difensore, A = Attaccante, L = sinistra, R = destra

### Rep. Ceca
Allenatore:  Alois Hadamczik.
Lista dei convocati aggiornata al 13 maggio 2008.
| N. | Pos. | Nome              | Anno | Alt. | Peso | Tiro | Squadra               |
| -- | ---- | ----------------- | ---- | ---- | ---- | ---- | --------------------- |
| 3  | D    | Marek Židlický    | 1977 | 180  | 85   | R    | Minnesota Wild        |
| 4  | D    | Zbyněk Michálek   | 1982 | 184  | 79   | L    | Phoenix Coyotes       |
| 10 | A    | Martin Erat       | 1976 | 181  | 89   | L    | Nashville Predators   |
| 11 | A    | Martin Hanzal     | 1987 | 196  | 90   | L    | Phoenix Coyotes       |
| 12 | A    | Aleš Kotalík      | 1978 | 186  | 101  | R    | Buffalo Sabres        |
| 13 | A    | Jiří Novotný      | 1983 | 187  | 84   | R    | Columbus Blue Jackets |
| 14 | A    | Tomáš Plekanec    | 1982 | 178  | 89   | L    | Montreal Canadiens    |
| 15 | D    | Tomáš Kaberle - C | 1978 | 183  | 92   | R    | Toronto Maple Leafs   |
| 17 | A    | Jaroslav Hlinka   | 1976 | 178  | 78   | L    | Colorado Avalanche    |
| 18 | A    | Ladislav Kohn     | 1975 | 182  | 88   | L    | CSKA Mosca            |
| 19 | A    | Radim Vrbata      | 1981 | 185  | 85   | R    | Phoenix Coyotes       |
| 20 | A    | Jakub Klepiš      | 1984 | 185  | 95   | R    | Slavia Praga          |
| 24 | A    | Zbyněk Irgl       | 1980 | 179  | 83   | R    | Lok. Jaroslavl’       |
| 26 | A    | Patrik Eliáš - A  | 1976 | 186  | 88   | L    | New Jersey Devils     |
| 28 | D    | Michal Rozsíval   | 1978 | 188  | 95   | R    | New York Rangers      |
| 31 | P    | Adam Svoboda      | 1978 | 178  | 82   | R    | Slavia Praga          |
| 33 | P    | Milan Hnilička    | 1973 | 185  | 83   | L    | Salavat Julaev        |
| 34 | A    | Václav Skuhravý   | 1979 | 192  | 101  | L    | Energie Karlovy Vary  |
| 35 | D    | Jan Hejda         | 1978 | 191  | 95   | L    | Columbus Blue Jackets |
| 36 | D    | Petr Čáslava      | 1979 | 193  | 99   | L    | Severstal’            |
| 43 | A    | Tomáš Fleischmann | 1984 | 183  | 79   | L    | Washington Capitals   |
| 60 | A    | Tomáš Rolinek     | 1982 | 177  | 83   | L    | Pardubice             |
| 64 | A    | David Krejčí      | 1986 | 183  | 82   | R    | Boston Bruins         |
| 73 | D    | Filip Kuba - A    | 1976 | 192  | 91   | L    | Tampa Bay Lightning   |
| 97 | P    | Marek Pinc        | 1979 | 175  | 80   | L    | Bílí Tygři Liberec    |

LEGENDA:

P = Portiere, D = Difensore, A = Attaccante, L = sinistra, R = destra

### Russia
Allenatore:  Vjačeslav Bykov.
Lista dei convocati aggiornata al 9 maggio 2008.
| N. | Pos. | Nome                 | Anno | Alt. | Peso | Tiro | Squadra             |
| -- | ---- | -------------------- | ---- | ---- | ---- | ---- | ------------------- |
| 5  | D    | Il'ja Nikulin        | 1982 | 191  | 98   | L    | Ak Bars Kazan’      |
| 6  | D    | Dmitrij Vorob'ëv     | 1985 | 195  | 95   | L    | Lada Togliatti      |
| 7  | D    | Dmitrij Kalinin      | 1980 | 189  | 98   | L    | Buffalo Sabres      |
| 8  | A    | Aleksandr Ovečkin    | 1985 | 188  | 99   | R    | Washington Capitals |
| 10 | A    | Sergej Mozjakin      | 1981 | 179  | 78   | R    | Atlant Mytišči      |
| 20 | P    | Evgenij Nabokov      | 1975 | 183  | 91   | L    | San Jose Sharks     |
| 21 | A    | Konstantin Gorovikov | 1977 | 183  | 80   | L    | SKA Pietroburgo     |
| 22 | D    | Konstantin Korneev   | 1984 | 182  | 83   | L    | CSKA Mosca          |
| 25 | A    | Danis Zaripov        | 1981 | 183  | 84   | L    | Ak Bars Kazan’      |
| 27 | A    | Aleksej Tereščenko   | 1980 | 180  | 78   | L    | Salavat Julaev      |
| 28 | A    | Aleksandr Sëmin      | 1984 | 189  | 93   | R    | Washington Capitals |
| 29 | A    | Sergej Fëdorov - A   | 1969 | 189  | 94   | L    | Washington Capitals |
| 30 | P    | Aleksandr Erëmenko   | 1980 | 180  | 76   | L    | Salavat Julaev      |
| 33 | A    | Maksim Sušinskij - A | 1974 | 172  | 80   | L    | SKA Pietroburgo     |
| 35 | P    | Michail Birjukov     | 1985 | 183  | 92   | L    | MVD                 |
| 37 | P    | Denis Grebeškov      | 1983 | 185  | 93   | L    | Edmonton Oilers     |
| 42 | A    | Sergej Zinov'ev      | 1980 | 180  | 83   | L    | Ak Bars Kazan’      |
| 45 | D    | Vitalij Proškin      | 1976 | 192  | 98   | L    | Salavat Julaev      |
| 47 | A    | Aleksandr Radulov    | 1986 | 186  | 92   | L    | Nashville Predators |
| 51 | D    | Fëdor Tjutin         | 1983 | 182  | 94   | L    | New York Rangers    |
| 52 | D    | Andrej Markov        | 1978 | 183  | 92   | L    | Montreal Canadiens  |
| 55 | D    | Daniil Markov        | 1976 | 185  | 86   | L    | CSKA Mosca          |
| 61 | A    | Maksim Afinogenov    | 1979 | 183  | 88   | L    | Buffalo Sabres      |
| 71 | A    | Il'ja Koval'čuk      | 1983 | 187  | 100  | R    | Atlanta Thrashers   |
| 95 | A    | Aleksej Morozov - C  | 1977 | 188  | 89   | L    | Ak Bars Kazan’      |

LEGENDA:

P = Portiere, D = Difensore, A = Attaccante, L = sinistra, R = destra